# プロセルピナの略奪 (ルーベンス)
『プロセルピナの略奪』（プロセルピナのりゃくだつ、西: El rapto de Proserpina、英: The Rape of Proserpina）は、フランドルのバロック期の巨匠ピーテル・パウル・ルーベンスと工房が1636–1637年にキャンバス上に油彩で制作した絵画である。1635年にスペイン国王フェリペ4世は改築が始まった狩猟館「トーレ・デ・ラ・パラーダ」の装飾のためにルーベンスとその工房に神話画連作を委嘱したが、本作はこの連作のうちの1点である。18世紀に王宮 (マドリード) に移され、現在、マドリードのプラド美術館に所蔵されている。やはりプラド美術館に所蔵されている上記連作中の『ヒッポダメイアの略奪』と対になる作品とも考えられる。

## 背景
フェリペ4世は、ネーデルラント総督になったばかりの弟フェルナンド・デ・アウストリアを通してルーベンスにトーレ・デ・パラーダ装飾用の連作を委嘱した。しかし、オウィディウスの『変身物語』から多く主題が採られた60点以上 (現存するものは40点) からなるこの連作には与えられた時間が少なかったため、ルーベンスはヤーコプ・ヨルダーンスら当時のアントウェルペンの有力画家たちを総動員してこの受注に応じた。したがって、作品の多くはルーベンス自身の下絵をもとに別の画家によって制作された。

## 作品
ユーピテルは、農業の女神で姉でもあるケレスとの間にプロセルピナという娘をもうけた。プロセルピナは母ケレスと地上で仲睦まじく暮らしていたが、ゼウスは娘プロセルピナを冥界の王プルートの妃にしようと考える。しかし、ケレスはこの結婚に賛成しなかったため、ゼウスはプルートをそそのかし、プロセルピナをさらって、無理やり冥界に連れていかせようとした。あるとき、この計略を知らないプロセルピナが野原でスイセンの花 (大地の女神ガイアがユーピテルに協力して仕掛けた罠) を取ろうと手を伸ばすと、突然大地が裂け、黄金の馬車に乗ったプルートが地上にやってくる。そして、泣き叫ぶプロセルピナを無理やり冥界にさらっていってしまう。
この場面は、さまざまな画家によって描かれてきた。ルーベンスの本作では、中央の髭を生やした男プルートが腕の中にプロセルピナを抱いて、彼女を連れ去ろうとしている。腕を振り上げたプロセルピナの服は乱れている。略奪を止めようとしているのは、戦争と知恵の女神ミネルヴァ、美の女神ヴィーナス、狩猟の女神デイアナ (左端に登場し、頭に三日月の飾りをつけている) である。ミネルヴァはプルートの腕をつかみ、なんとかプロセルピナを取り戻そうとしている。画面右のプルートの頭上にはキューピッドがおり、馬車の手綱を掴んでプルートを誘導している。キューピッドはプルートのプロセルピナへの愛が成就されることを象徴する。
本作は構図の点で『ヒッポダメイアの略奪』と非常に類似しており、両作品とも物語のクライマックスを表している。どちらの作品でも、略奪される女性は略奪者に抵抗する気配はほとんど見せていない。なお、トーレ・デ・ラ・パラーダのための連作中、略奪を表した絵画としては、ほかにも『エウロパの略奪』、『ガニュメデスの略奪』 (ともにプラド美術館蔵) や現存しない『ディアネイラの略奪』が挙げられる。

## ギャラリー
ルーベンスがトーレ・デ・ラ・パラーダのために制作した作品には以下のものも含まれる (すべてプラド美術館蔵)。

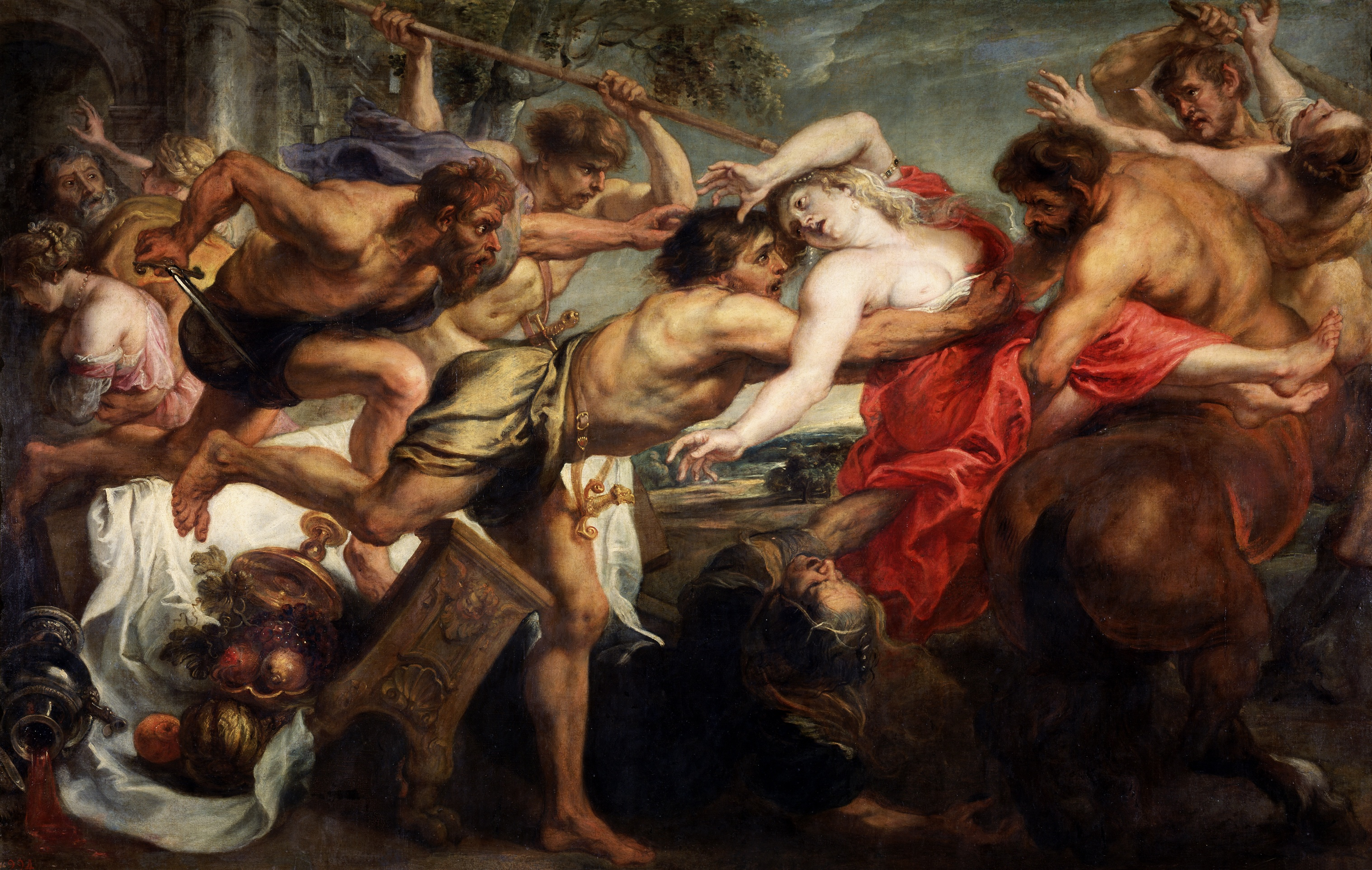
『ヒッポダメイアの略奪』
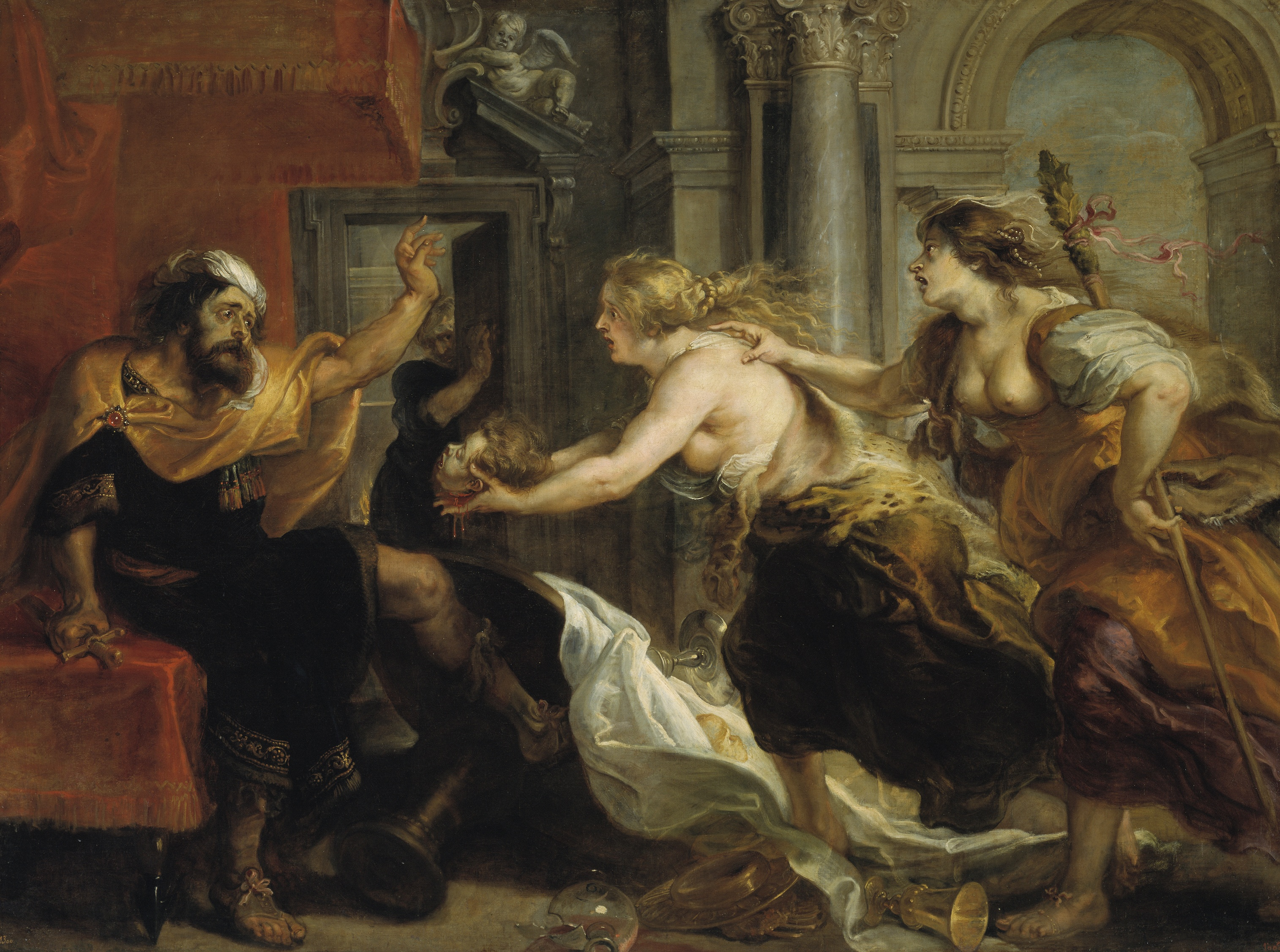
『テレウスに息子の首を差し出すプロクネとピロメラ』
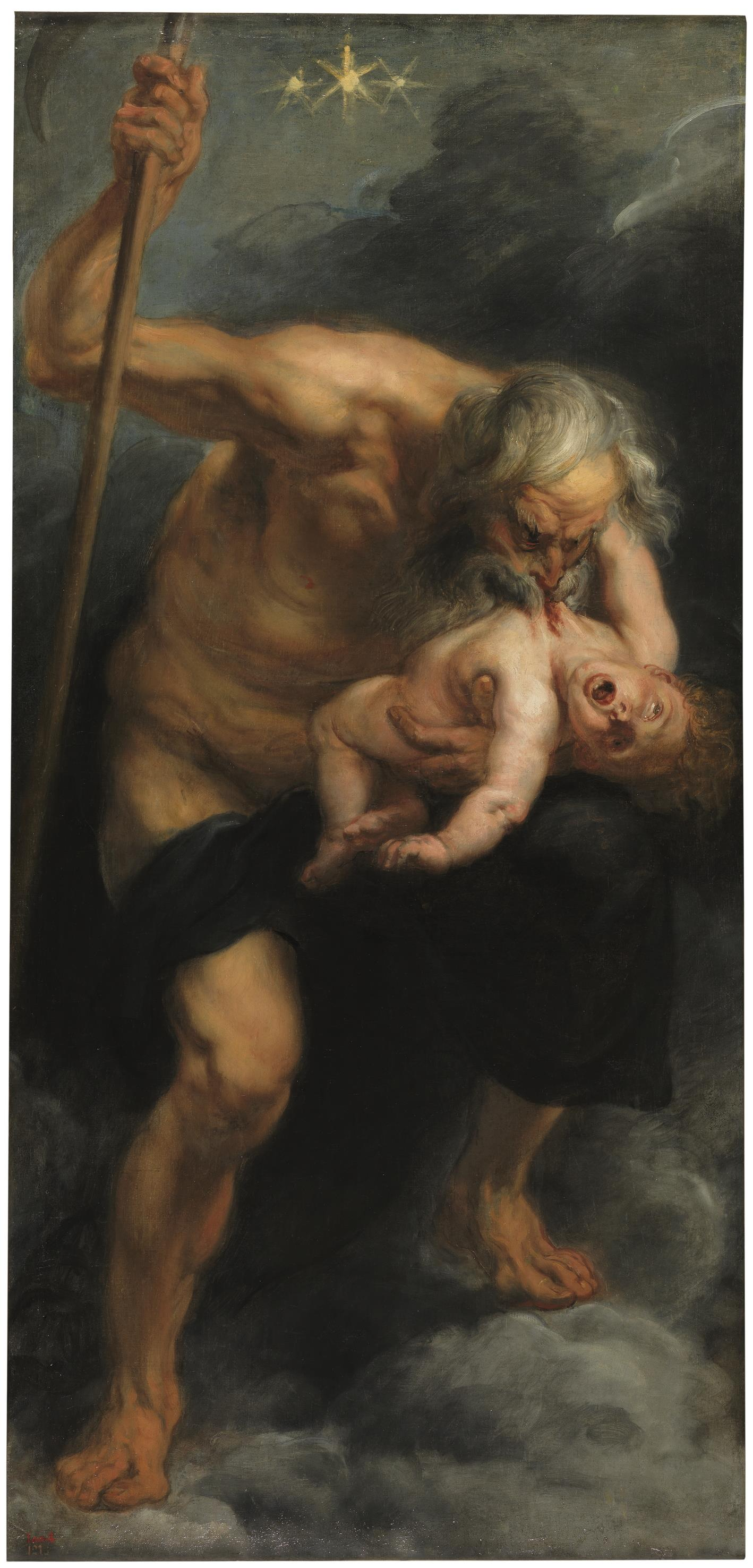
『我が子を食らうサトゥルヌス』
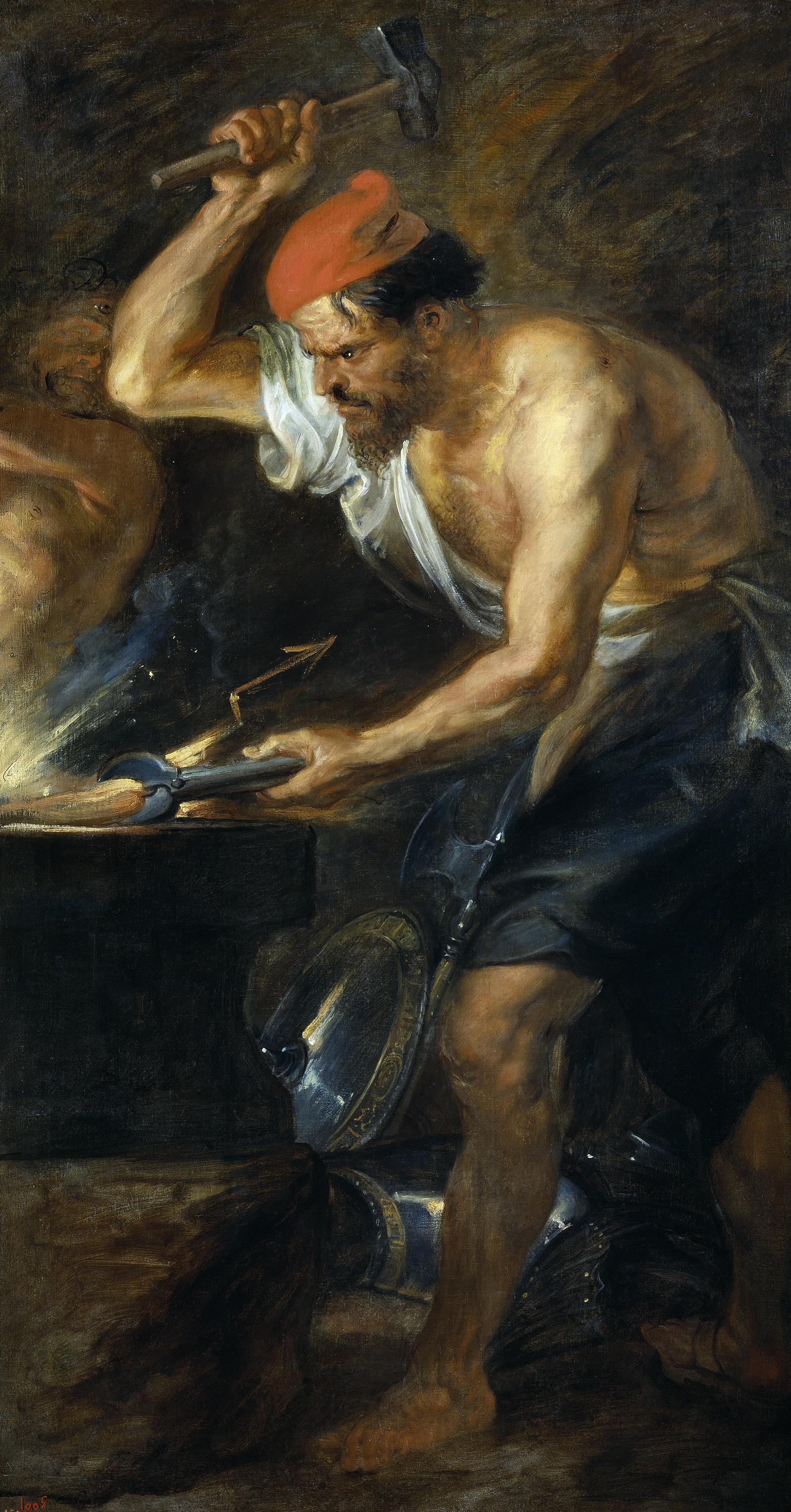
『ユピテルの雷を鍛えるウルカヌス』
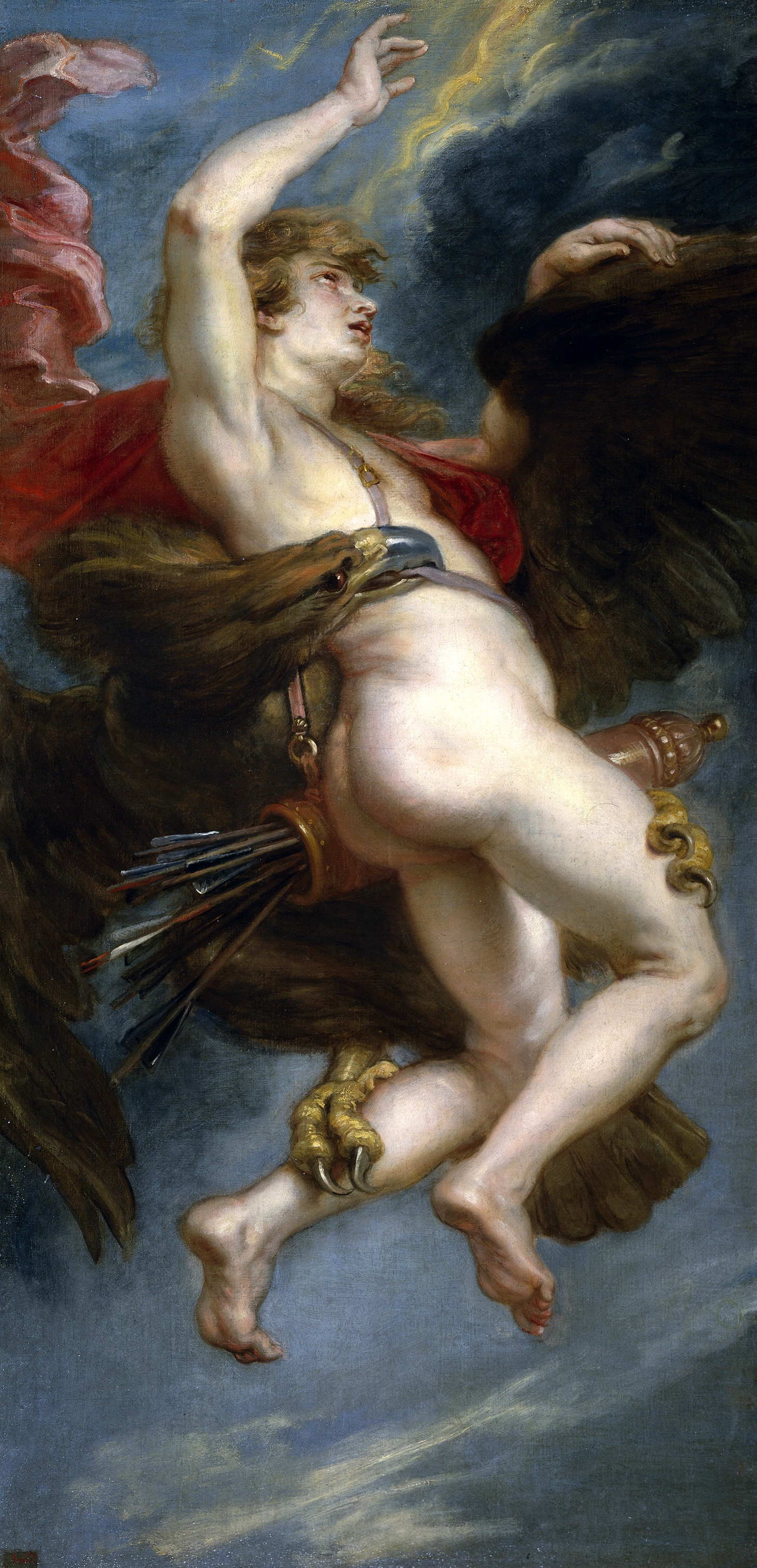
『ガニュメデスの略奪』
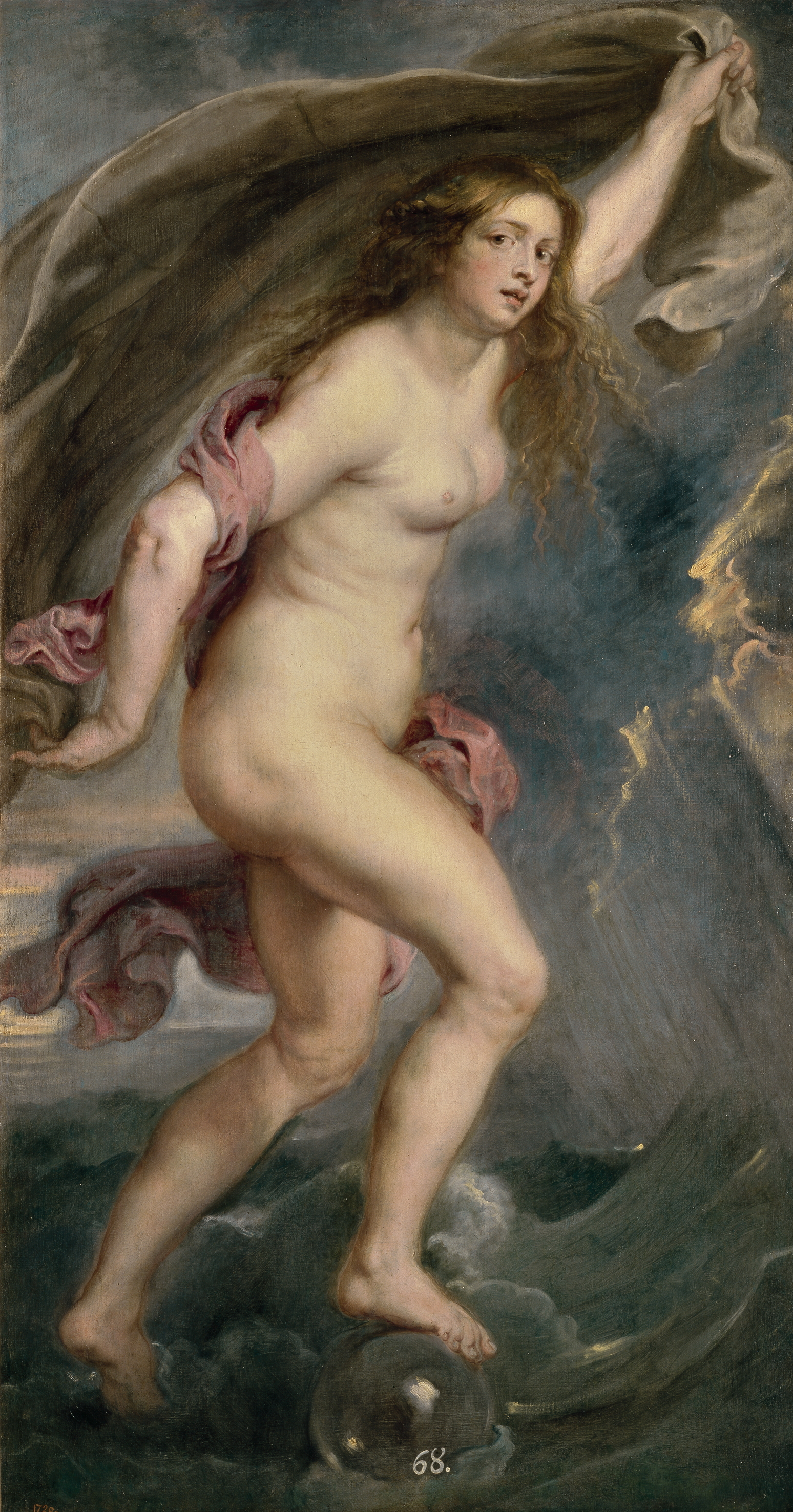
『フォルトゥナ』